# Arbetet
O Arbetet foi um jornal diário social-democrata da cidade sueca de Malmö, fundado em 1887 e com tiragem diária entre 1945 e 2000.

Foi iniciado em 1887 por Axel Danielsson, como um órgão de luta do movimento operário do sul da Suécia.

Mudou de nome em 1995-1999 para Arbetet Nyheterna.

Em 2012, foi incorporado na revista sindical LO-tidningen da Confederação Nacional de Sindicatos, tendo a mesma revista passado então a ter o nome Arbetet, e a ser distribuída semanalmente às sextas-feiras.